# رودخانه حمزه
رودخانه حمزه (به پرتغالی: Rio Hamza) نام غیررسمی برای چیزی است که به نظر می‌رسد یک آبخوان با جریان آهسته در برزیل و پرو باشد. این آبخوان حدود ۶٫۰۰۰ کیلومتر طول و در عمقی نزدیک به ۴ کیلومتری قرار دارد. کشف آن در سال ۲۰۱۱ در یک نشست انجمن ژئوفیزیک در ریو دو ژانیرو اعلام شد. این نام غیررسمی به افتخار دانشمند هندی والیا حمزه از رصدخانه ملی برزیل انتخاب شده است. او به مدت چهار دهه در این منطقه تحقیق کرده است. رودخانه «حمزه» و رود آمازون نمونه‌ای زمین‌شناسی و غیرمعمول از یک سیستم دو رودخانه‌ای هستند که در سطوح مختلف پوسته زمین جریان دارند.

## توضیحات

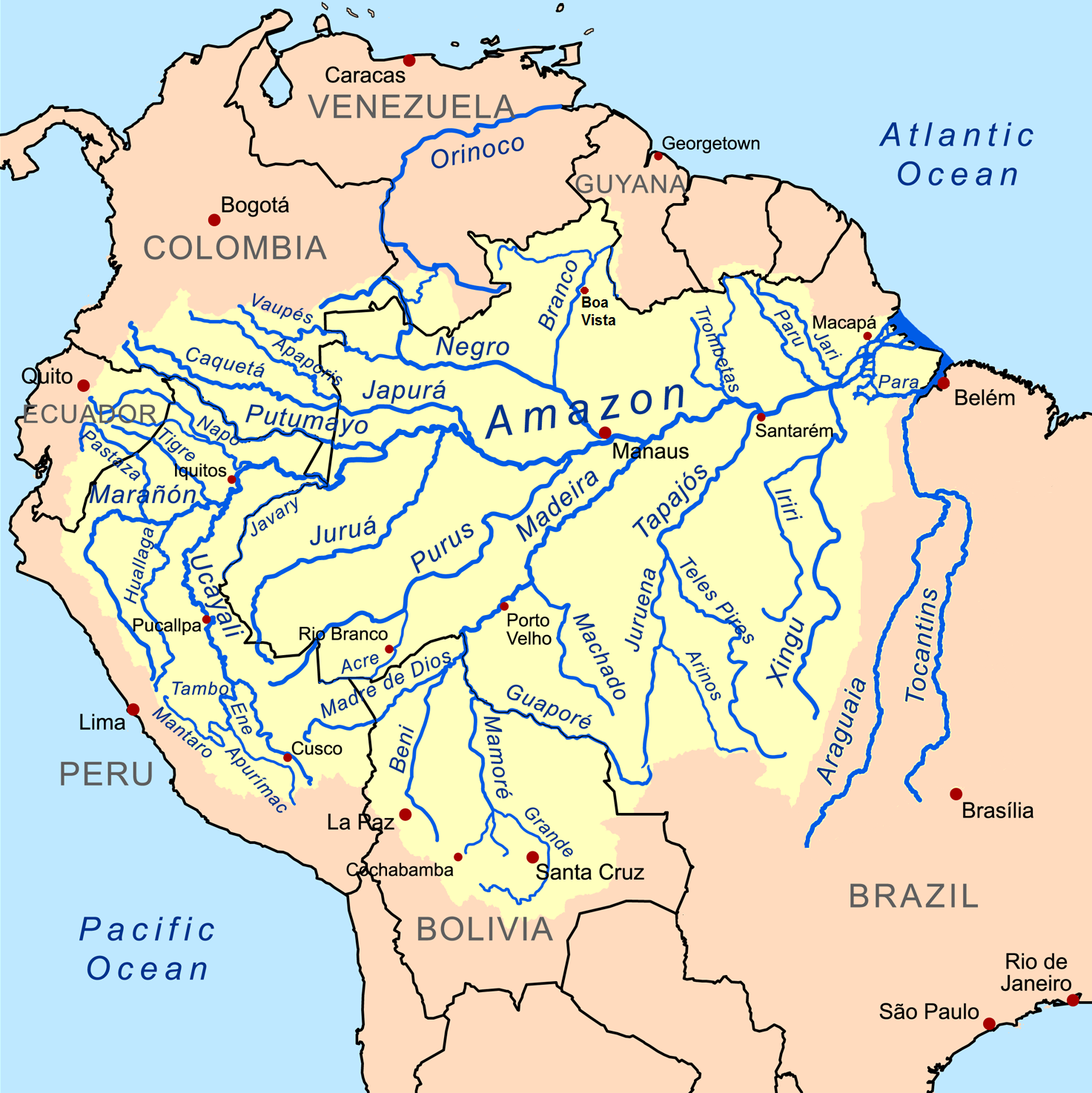
نقشه حوضه رودخانه آمازون

حمزه و آمازون دو سامانه زهکشی اصلی حوضه آمازون هستند. نرخ جریان گزارش شده رودخانه حمزه حدود ۳۰۰۰ متر مکعب در ثانیه است که معادل ۳ درصد جریان رود آمازون است. این رودخانه از غرب به شرق در عمق تقریبی ۴۰۰۰ متری زیر سطح زمین جریان دارد و به‌طور تقریبی مسیر رود آمازون را دنبال می‌کند. حمزه از رشته‌کوه‌های آند سرچشمه گرفته و در اعماق زیرسطحی اقیانوس اطلس تخلیه می‌شود. آب آن مقدار زیادی شوری است.
این رودخانه از دامنه‌های کوه‌های آند تا سواحل اقیانوس اطلس، تقریباً در جهت غرب به شرق، مشابه رود آمازون جریان دارد. ترکیبی از داده‌های لرزه‌شناسی و تغییرات دمای غیرمعمول با عمق که در ۲۴۱ چاه نفت غیرفعال اندازه‌گیری شد، به شناسایی این آبخوان کمک کرد. به جز جهت جریان، رود آمازون و رود حمزه ویژگی‌های بسیار متفاوتی دارند. بارزترین تفاوت‌ها در عرض و سرعت جریان آن‌هاست. در حالی که عرض رود آمازون بین ۱ کیلومتر تا ۱۰۰ کیلومتر است، عرض رود حمزه بین ۲۰۰ کیلومتر تا ۴۰۰ کیلومتر متغیر است. سرعت جریان رود آمازون ۲ متر بر ثانیه است، در حالی که سرعت جریان رود حمزه کمتر از ۱ میلی‌متر بر ثانیه است.

## زمین‌شناسی
عوامل زمین‌شناسی متعددی در شکل‌گیری و وجود این آب‌های زیرزمینی نقش حیاتی داشته‌اند. سنگ‌های رسوبی متخلخل و نفوذپذیر مانند مجراهایی عمل می‌کنند که آب را به اعماق بیشتری هدایت می‌کنند. گسل‌هایی با جهت‌گیری شرق به غرب و کارست که در مرز شمالی حوضه آمازون وجود دارند، ممکن است در تأمین آب این «رودخانه» نقش داشته باشند. اگر سنگ‌های غیرقابل نفوذ مانع جریان عمودی شوند، شیب توپوگرافی از غرب به شرق، آب را به سمت اقیانوس اطلس هدایت می‌کند.
بر خلاف رودخانه حمزه، رودخانه زیرزمینی ۱۵۳ کیلومتری در شبه‌جزیره یوکاتان مکزیک و رودخانه کابایوگان به طول ۸٫۲ کیلومتر در پارک ملی رودخانه زیرزمینی پورتو پرنسس در فیلیپین از طریق کارست شکل گرفته‌اند. در این مناطق آب سنگ‌های کربناته را حل کرده و سیستم‌های گسترده‌ای از رودخانه‌های زیرزمینی را ایجاد کرده است.

## وضعیت پژوهشی و مباحثات علمی
رودخانه حمزه توسط تیمی از دانشمندان به سرپرستی والیا حمزه کشف شد. این کشف بر اساس داده‌های حرارتی به‌دست‌آمده از ۲۴۱ چاه نفت غیرفعال در این منطقه بود که در دهه‌های ۱۹۷۰ و ۱۹۸۰ توسط شرکت نفت پتروبراس حفاری شده بودند. محاسبات انجام‌شده بر اساس این داده‌ها نشان داد که باید جریان آب بزرگ‌تری وجود داشته باشد. مشاهده مستقیم حرکت آب با سرعت بسیار پایین می‌تواند دشوار باشد. سرعت جریان این آب از سرعت متوسط یک یخچال طبیعی نیز کمتر است. خود حمزه نیز تأکید کرده که تیم او از اصطلاح «رودخانه» به‌صورت کلی استفاده می‌کند، نه به معنای متداول آن. در عنوان مقاله اصلی، واژه «رودخانه» در داخل گیومه آمده است.
شواهد در دوازدهمین کنگره بین‌المللی انجمن ژئوفیزیک برزیل در ریودوژانیرو ارائه شد و تا اوت ۲۰۱۱ هنوز منتشر نشده بود. با این حال، تیم تحقیقاتی اشاره کرد که تکنیک‌های استفاده‌شده برای پیش‌بینی وجود این آبخوان جاری، در علوم زمین غیرمعمول نیستند. دانشمندان توضیح داده‌اند که نتایج این تحقیق اولیه است و تأیید علمی قطعی وجود این آبخوان جاری در چند سال آینده قابل انتظار خواهد بود.